# Pinus caribaea
Espèce
Statut de conservation UICN

 LC  : Préoccupation mineure
Le pin caraïbe, Pinus caribaea une espèce de conifères de la famille des Pinaceae.

## Description

### Aspect général
Le pin des Caraïbes est un arbre qui peut mesurer jusqu'à 30 mètres de haut. Sa croissance est rapide (jusqu'à un mètre par an les premières années). Il vit entre 100 et 150 ans.

### Feuilles
Les feuilles sont en forme d'aiguilles et sont groupées par 3, 4 ou 5. Elles sont vert foncé, brillantes et mesurent 12 à 20 centimètres de long pour 1 millimètre de large.

### Fruits
Les fruits sont des cônes contenant chacun 150 à 200 graines.

## Répartition

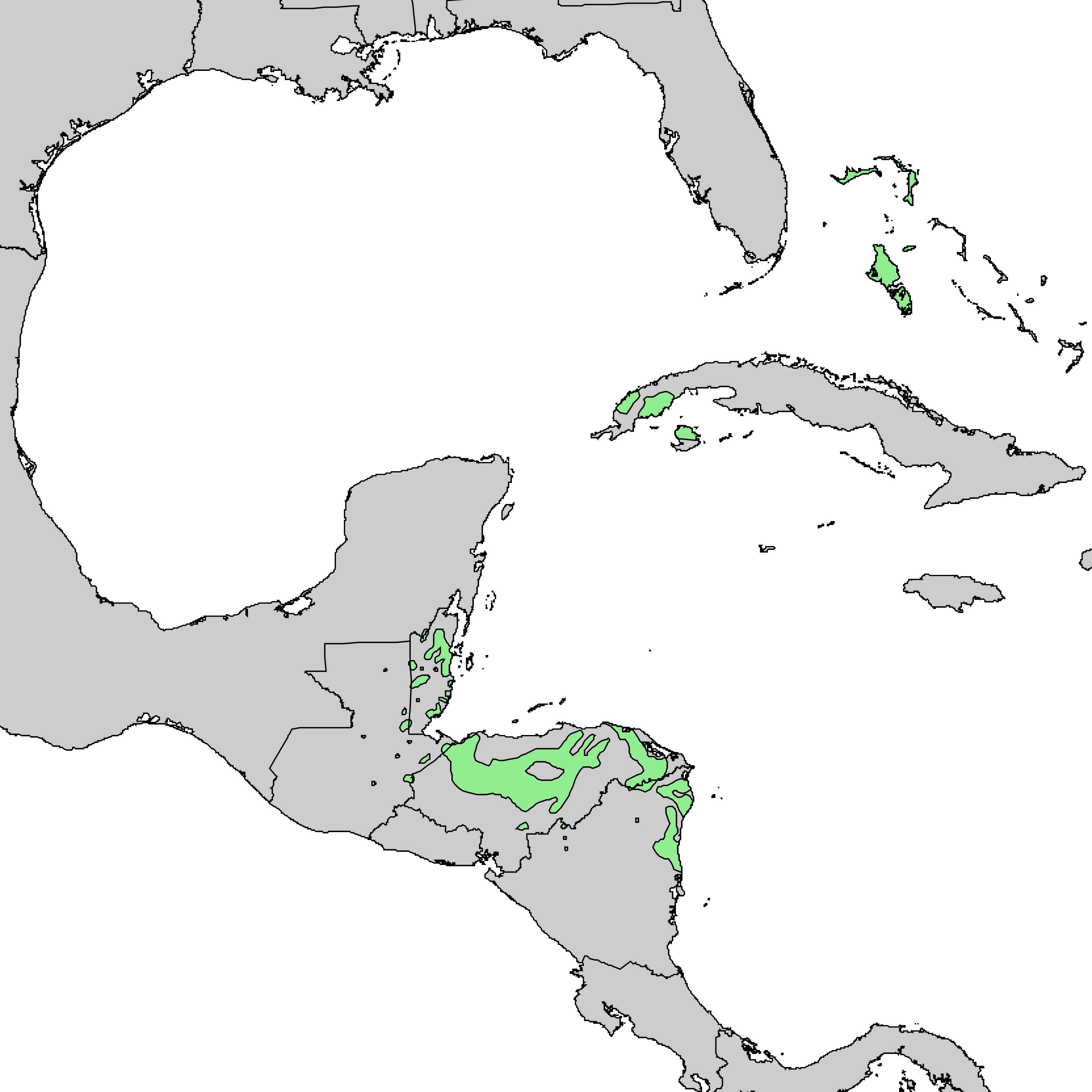
Carte de répartition de Pinus caribaea.

Pinus caribaea se trouve aux Bahamas, dans l’ouest de l’île de Cuba, au Belize, au Guatemala, au Honduras et au Nicaragua[réf. souhaitée].
Il pousse en pleine lumière et s'adapte à des sols très variés, y compris les sols pauvres et acides, hormis les sols très argileux.

## Liste des variétés
Selon Catalogue of Life (8 août 2014), World Checklist of Selected Plant Families (WCSP) (8 août 2014), The Plant List (8 août 2014) et Tropicos (8 août 2014) :
- variété Pinus caribaea var. bahamensis (Griseb.) W.H.Barrett & Golfari (1962)
- variété Pinus caribaea var. caribaea
- variété Pinus caribaea var. hondurensis (Sénécl.) W.H.Barrett & Golfari (1962)

## Place particulière en Nouvelle-Calédonie
En Nouvelle-Calédonie notamment, le pin des Caraïbes a été l'essence choisie pour mener à bien de vastes opérations de reboisement. Cependant, cette espèce s'est révélée envahissante. Depuis 2002, la Province Sud s'emploie donc à réguler l'expansion du pin des Caraïbes. Le Code de l'environnement de la Province Sud interdit l’introduction dans la nature de cette espèce ainsi que sa production, son transport, son utilisation, son colportage, sa cession, sa mise en vente, sa vente ou son achat, à moins d'avoir obtenu une dérogation officielle.

## Galerie

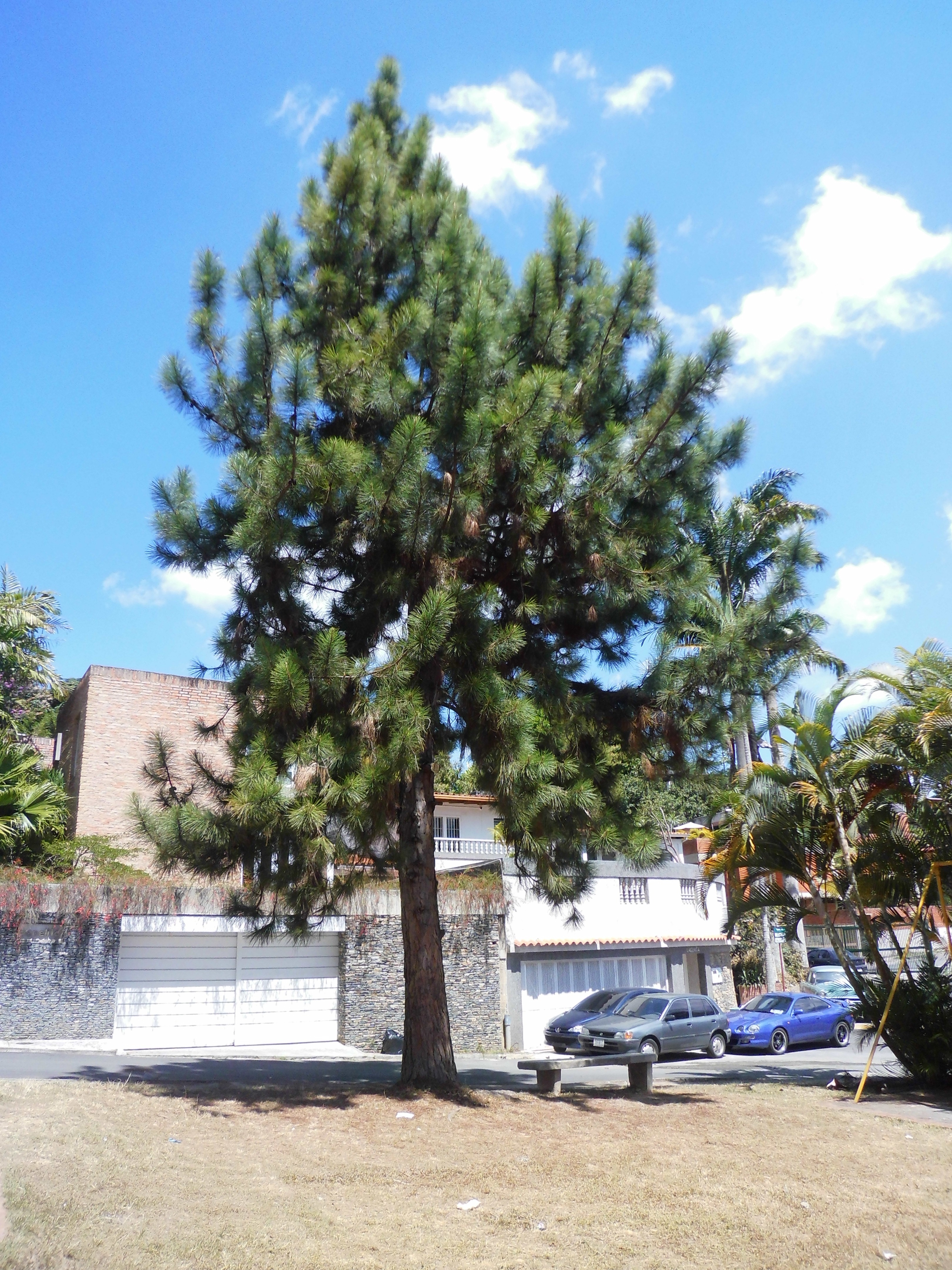
Pinus caribaea dans un lostissement au Venezuela.
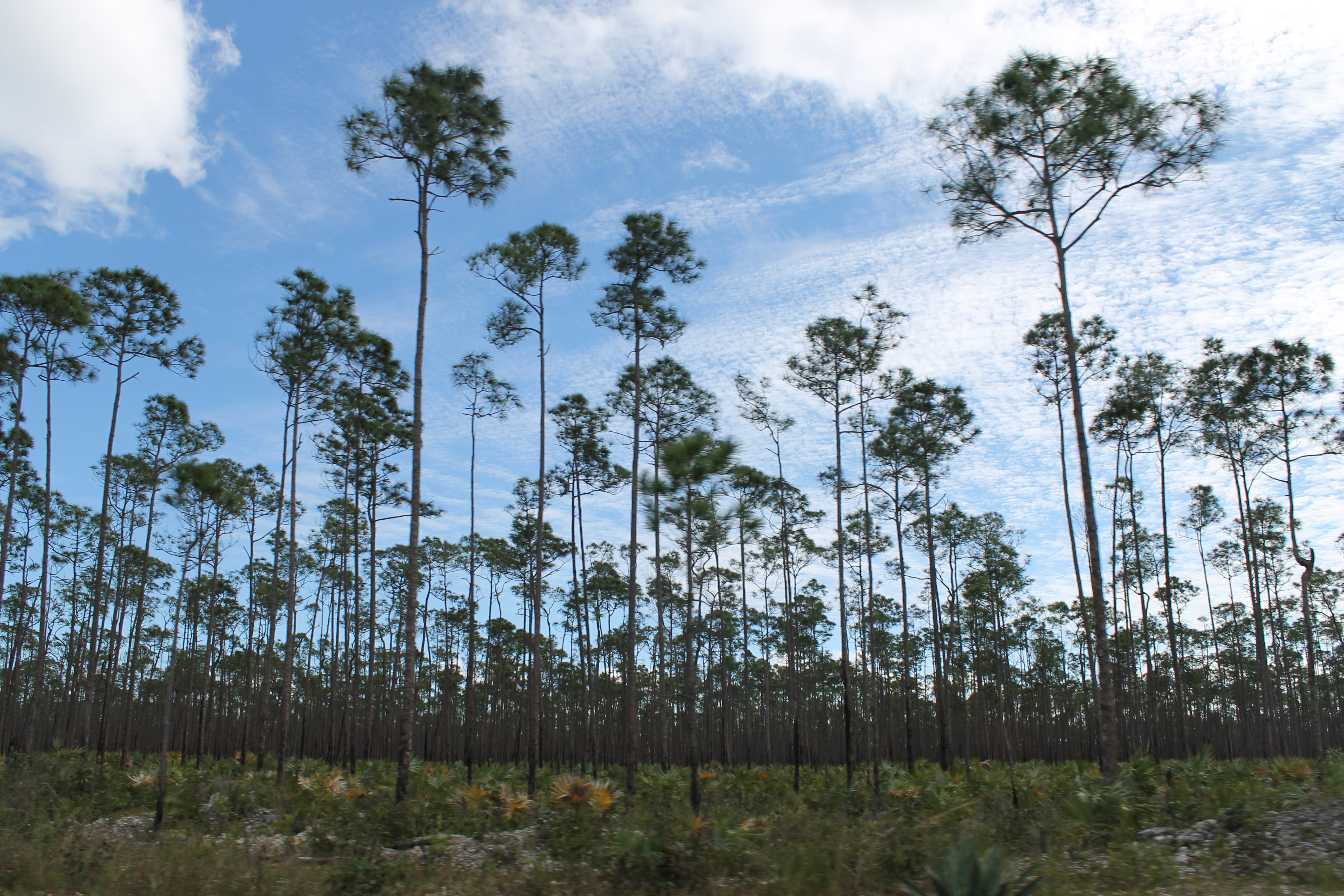
Plantation de Pinus caribaea aux Bahamas.